# Rednecks and Broomsticks
Rednecks and Broomsticks, titulado, Granjeros y brujas en Hispanoamérica y La bruja bravata en España, es el séptimo episodio de la vigesimoprimera temporada de la serie animada Los Simpson, emitido originalmente el 29 de noviembre de 2009 en Estados Unidos por Fox y en Hispanoamérica se estrenó el 13 de junio de 2010. El episodio fue escrito por Kevin Curran y dirigido por Bob Anderson y Rob Oliver. Neve Campbell fue la estrella invitada.

## Sinopsis
Los Simpson salen de vacaciones desde un centro de ski, pero al romper un juguete Homer choca el auto, y todos quedan inconscientes. 
Cletus los salva, y Homer hace aguardiente casero con todos los amigos granjeros de Cletus. Lisa juega con las hijas de Cletus pero oscurece y Lisa se pierde y encuentra unas chicas que practican Wicca. 
Lisa trata de incorporarse a su grupo pero Ned Flanders las descubre y llama a la policía. Los granjeros que hacían licor tiran al río la bebida mientras escuchan llegar a la policía, que en realidad venían para tomar presas a las chicas. 
Parecía ser que las chicas habían realizado un hechizo para dejar ciega a la mitad de los habitantes de Springfield, pero como no hay pruebas, el juez no las condena. Sin embargo, el pueblo furioso pretende ahogarlas, utilizando una ley del siglo XVII. Finalmente, antes de que ahoguen a ninguna, Lisa demuestra que lo que cegó a la mitad de la población fue el licor tirado por los granjeros anteriormente, y asegura que la ceguera es solo temporal, por lo que las chicas quedan liberadas y Lisa aprovecha para agradecerles por permitirle ser parte de su grupo.

## Recepción
Robert Canning de IGN.com le dio al episodio una calificación de 6.1 sobre 10. Dijo que "Rednecks and Broomsticks empezó bien, pero perdió todo su potencial después de los primeros ocho minutos. Excepto por algunos momentos graciosos, el episodio fue un error". Continuó diciendo "cuando el auto de los Simpson golpea al bambi y luego se lo comen, fue un muy buen gag visual. Pero casi toda la historia a partir de la aparición de las Wicca no fue graciosa" y concluyó su crítica argumentando "este fue un episodio muy suave para decir que vale la pena".